# 松本洋平
松本 洋平（まつもと ようへい、1973年8月31日 - ）は、日本の政治家。自由民主党所属の衆議院議員（6期）。自由民主党政務調査会副会長。
内閣府副大臣・経済産業副大臣（第4次安倍第2次改造内閣）、内閣府副大臣（第3次安倍第2次改造内閣）、内閣府大臣政務官（北朝鮮による拉致・災害担当）、自由民主党ネットメディア局長、自民党副幹事長、自民党青年局長などを歴任。

## 来歴
東京都出身。慶應義塾高校、慶應義塾大学経済学部経済学科（専攻は経済政策）卒業。1996年、三和銀行（現在の三菱UFJ銀行）に入行し、2003年まで勤務。
2003年の第43回衆議院議員総選挙に自由民主党公認で東京19区から出馬したが、民主党前職の末松義規に敗れ、落選。2005年の第44回衆議院議員総選挙で末松を破り、初当選した（末松も比例復活で当選）。2009年の第45回衆議院議員総選挙では末松に敗れ、重複立候補していた比例東京ブロックでも落選。
2012年の第46回衆議院議員総選挙では末松を破り、約3年半ぶりに国政に復帰。2013年10月、小泉進次郎の後任として自民党青年局長に就任。2014年9月、内閣府大臣政務官（北朝鮮による拉致・災害担当）に就任（2015年10月付けで退任）。御嶽山噴火現地対策本部長。2014年の第47回衆議院議員総選挙で3選。
2015年10月より自民党副幹事長。
2016年8月より、第3次安倍第2次改造内閣にて、内閣府副大臣に就任。
2017年の第48回衆議院議員総選挙で4選。自由民主党国会対策副委員長、議院運営委員会理事。
2019年9月、第4次安倍第2次改造内閣にて、内閣府副大臣・経済産業副大臣に就任。
2021年10月31日の第49回衆議院議員総選挙では、前回勝利した立憲民主党の末松に僅差で敗れ、比例復活で5期目の当選を果たした。
2024年10月27日の第50回衆議院議員総選挙では、末松に再び僅差で敗れ、比例復活で6期目の当選を果たした。

## 政策・主張

### 主要政策
1. ものづくりや科学技術で、日本を世界一のものづくり国家にする!
2. 日本をアジアにおける「人・物・お金」の中心にする!
3. レアアース等、豊富な海洋資源を活用して日本を資源大国にする!
4. 子供達の活力を引き出す教育を!
5. 地方分権で地域社会を元気に!
6. 暮らしの安心を守る社会保障で日本を元気に!
7. 政治・行政改革で日本に活力を!
8. 災害に強い日本を!

### 外交防衛
- 憲法改正に賛成[11]
- 憲法9条の改正に賛成[11]
- 安全保障関連法について、今の法制でよい[11]。
- 「緊急事態条項」を憲法に設けることに賛成[11]
- 2007年6月14日、ワシントン・ポストに掲載されたアメリカ合衆国下院121号決議の全面撤回を求める広告「THE FACTS」の賛同者に名を連ねている[12]。

### 経済
- 「アベノミクス」を評価する[11]
- 「高度プロフェッショナル制度」の導入に賛成[11]
- カジノの解禁に賛成[11]
- 貸金業法の改正によるグレーゾーン金利の撤廃を求めた[13]。
- 2008年12月5日に成立した国籍法改正案の審議に際し、偽装認知による国籍売買の危険性を指摘し、DNA鑑定の義務化や罰則強化を主張。同年11月18日の衆議院本会議における採決では、自民党の党議拘束に反して欠席し、投票を棄権した[14]。
- 自民党の中川秀直らが提唱した移民1000万人受け入れプランに対しては、定年制の見直し等を提案した上で反対の立場を取っている[15]。
- 「都市農業」の推進を主張している[16]。
- 技能五輪国際大会に出場する中小企業に対して政府の支援を提言している[17]。

### 手厚い社会保障
- 2005年、「少子高齢化社会の進行の中で、年金・医療・福祉など社会保障を支える世代と支えられる世代のバランスは大きく崩れようとしている。構造改革を進め、行政を維持するためのコストを圧縮し、社会保障に充当。」とし、郵政民営化に賛成した[18]。
- 消費税率を引き上げた際、増収分を社会保障の充実により多く使うと、財政健全化は先送りになりますが、こうした配分見直しに賛成[11]
- 自閉症、発達障害などの子供たちのより充実した支援[17]

### その他
- 「合区」をなくすため、憲法を改正することに賛成[11]
- 「原発は、当面は必要だが、将来的には廃止すべき」[11]
- 選択的夫婦別姓制度導入に反対[19]。
- 女性宮家に反対し[20]、女系天皇を容認する皇室典範改正案の拙速な国会提出に反対する日本会議国会議員懇談会の決議に賛同している[21]。
- 児童に対する性犯罪被害について「児童ポルノや有害図書などの氾濫が、犯罪を生み出す温床となっていると思う」と述べ、規制の強化を主張している[22]。

## 人物・エピソード
- 座右の銘は「いまやらねばいつできる、わしがやらねばだれがやる」（小平市名誉市民　平櫛田中の言葉）。
- 政治信条は「頑張っている人たちの汗が報われる公正な国づくり」「安全・安心の国づくり」「家族や地域の絆を実感できる国づくり」の三点。
- 中学校から大学時代まで陸上競技（400m走）に打ち込み、インターハイ・ジュニアオリンピック・インターカレッジなどにも出場した。
- 2014年8月に結婚[23]。
- 2014年9月27日11時52分に発生した御嶽山噴火では、御嶽山噴火非常災害現地対策本部長として山谷えり子防災相の指示に従い、9月28日から現地入りし[24]、10月17日に行われた捜索隊の解散式である「捜索救助隊への感謝式」まで現地対策本部で寝泊まりして、指揮と内閣との連絡、関係各省庁の調整を行った。同感謝式では現地災対本部が政府と現場との意思疎通を図る上で重要な役割を果たしたとの認識を示し、「さまざまな課題や改善点もあると思う。今回の災害の教訓を、今後の政策に反映させる努力をしたい」と述べた[25]。

## 政治資金
- 松本の資金管理団体「洋々会」が2012年12月の衆院選前に、徳洲会グループによる公選法違反事件で親族が逮捕された徳田毅の資金管理団体「徳田毅政経研究会」から計60万円の寄付を受けていた[26]。松本氏の事務所は寄付の経緯について「政治家同士の付き合いはあるだろうが、詳しいことは分からない」とし、返金するかどうかは「事件の推移を見守りながら考えたい」としている[26]。

## 所属団体・議員連盟
- 伝統と創造の会（事務局次長）
- 自民党動物愛護管理推進議員連盟（幹事）
- 創生「日本」
- 日本の領土を守るため行動する議員連盟
- 価値観外交を推進する議員の会
- 神道政治連盟国会議員懇談会
- 日本会議国会議員懇談会
- 日韓議員連盟
- 文化芸術懇話会[27]

## 選挙
| 当落 | 選挙                   | 執行日         | 年齢 | 選挙区       | 政党       | 得票数     | 得票率 | 定数 | 得票順位 /候補者数 | 政党内比例順位 /政党当選者数 |
| ---- | ---------------------- | -------------- | ---- | ------------ | ---------- | ---------- | ------ | ---- | ------------------ | ---------------------------- |
| 落   | 第43回衆議院議員総選挙 | 2003年11月09日 | 30   | 東京都第19区 | 自由民主党 | 8万8501票  | 34.43% | 1    | 2/4                | /6                           |
| 当   | 第44回衆議院議員総選挙 | 2005年09月11日 | 32   | 東京都第19区 | 自由民主党 | 13万8596票 | 46.26% | 1    | 1/3                | /                            |
| 落   | 第45回衆議院議員総選挙 | 2009年08月30日 | 32   | 東京都第19区 | 自由民主党 | 10万5721票 | 34.14% | 1    | 2/5                | 14/5                         |
| 当   | 第46回衆議院議員総選挙 | 2012年12月16日 | 39   | 東京都第19区 | 自由民主党 | 10万1362票 | 34.38% | 1    | 1/5                | /                            |
| 当   | 第47回衆議院議員総選挙 | 2014年12月14日 | 41   | 東京都第19区 | 自由民主党 | 10万7608票 | 40.96% | 1    | 1/4                | /                            |
| 当   | 第48回衆議院議員総選挙 | 2017年10月22日 | 44   | 東京都第19区 | 自由民主党 | 9万6229票  | 41.14% | 1    | 1/4                | /                            |
| 比当 | 第49回衆議院議員総選挙 | 2021年10月31日 | 48   | 東京都第19区 | 自由民主党 | 10万9131票 | 42.20% | 1    | 2/3                | 2/6                          |
| 比当 | 第50回衆議院議員総選挙 | 2024年10月27日 | 51   | 東京都第19区 | 自由民主党 | 7万4435票  | 42.20% | 1    | 2/4                | 3/5                          |